# Fondation européenne pour l'amélioration des conditions de vie et de travail
La Fondation européenne pour l'amélioration des conditions de vie et de travail (en anglais : European Foundation for the Improvement of Living and Working Conditions - Eurofound) est une agence communautaire créé par le règlement n° 1365/75 du Conseil du 26 mai 1975 contribue à la planification et à la mise en œuvre de meilleures conditions de vie et de travail en Europe. 
Son siège a été fixé à Dublin (Irlande).
L'Eurofound, qui est une agence décentralisée de l'Union européenne, dispose d'une personnalité juridique propre.

## Description générale
La Fondation européenne pour l’amélioration des conditions de vie et de travail met à la disposition des gouvernements, des employeurs, des organisations syndicales et de la Commission européenne des données et des avis issus de recherches indépendantes et comparatives sur les conditions de vie et de travail.
La fondation déploie ses activités dans trois grands domaines d’expertise :
- conditions de travail : y compris l’organisation du travail, les horaires de travail, la flexibilité, la maîtrise des mutations des conditions de travail ;

- conditions de vie : aspects influençant la vie quotidienne des citoyens européens, y compris l’équilibre entre la vie professionnelle et la vie familiale, la mise à disposition de services publics sociaux et la promotion de l’intégration dans le monde du travail ;

- relations industrielles: mutations industrielles et restructurations d’entreprises, participation des travailleurs à la prise de décision, européanisation des relations industrielles.

## Organisation
- un conseil d'administration composé de représentants des États membres et des partenaires sociaux, chargé d'adopter chaque année le budget, le programme de travail et le rapport général ;
- un directeur nommé par le Conseil de l'Union européenne, représentant légal de l'Agence, responsable de la gestion et de l'administration quotidienne de l'Agence et notamment de la gestion de ses ressources. Le directeur exécutif est responsable devant le conseil d'administration, à qui il rend compte de sa gestion ;